# Michelle Cliff
Michelle Carla Cliff (* 2. November 1946 in Kingston, Jamaika; † 12. Juni 2016 in Santa Cruz, Kalifornien) war eine jamaikanisch-US-amerikanische Autorin und Dozentin, zu deren bekanntesten Werken Abeng (1985), No Telephone to Heaven (1987) und Free Enterprise (2004) gehören.
Neben ihren Romanen schrieb Cliff, die sich als gemischtrassig und bisexuell identifizierte und sowohl die jamaikanische als auch die amerikanische Staatsbürgerschaft besaß, auch Kurzgeschichten, Prosagedichte und literaturkritische Werke. In ihren Werken setzt sie sich mit den verschiedenen komplexen Identitätsproblemen auseinander, die sich aus der Erfahrung des Postkolonialismus ergeben, sowie mit der Schwierigkeit, angesichts von Rassen- und Geschlechterkonstruktionen eine authentische individuelle Identität zu finden. Viele von Cliffs Werken versuchen eine alternative Sichtweise der Geschichte gegenüber den etablierten Mainstream-Narrativen zu vertreten. Sie bezeichnete ihr Schreiben als „einen Akt des Trotzes“ – eine Möglichkeit, sich eine Stimme zu verschaffen und eine Erzählung aufzubauen, um sich gegen das Unaussprechliche auszusprechen.

## Leben
Cliff wurde 1946 in Jamaika, als Tochter von Carl Cliff und Lilla Brennan geboren; die Familie zog jedoch drei Jahre später nach New York City. Cliff beschrieb ihre Familie als „jamaika-weiß“, also als Jamaikaner überwiegend europäischer Abstammung, begann aber später, sich als „hellhäutige schwarze“ Frau zu identifizieren. Als Reaktion auf eine Beschreibung ihrer Person in der Anthologie Her True True Name, die sie als hellhäutig genug bezeichnete, um „funktionell weiß zu“ sein, lehnte Cliff die Vorstellung ab, dass „eine Person eine weiße Einstellung habr, nur weil sie weiß aussehe“.
Sie zog 1956 zurück nach Jamaika und besuchte die St. Andrew High School for Girls, wo sie Tagebuch führte und zu schreiben begann, bevor sie 1960 nach New York City zurückkehrte. Sie studierte am Wagner College (New York), wo sie einen B.A. in Europäischer Geschichte erwarb, und am Warburg Institute der University of London, wo sie ein Postgraduiertenstudium in frühneuzeitlicher Geschichte mit Schwerpunkt auf der italienischen Renaissance absolvierte. Sie hatte akademische Positionen an verschiedenen Hochschulen inne, darunter das Trinity College und die Emory University.
Ihr erstes veröffentlichtes Werk war das Buch Claiming an Identity They Taught Me to Despise, in dem Cliff ihre eigenen Erfahrungen mit Rassismus und Vorurteilen schilderte. Cliff 1983 trug sie zu der schwarzen feministischen Anthologie Home Girls: A Black Feminist Anthology bei.
1984 veröffentlichte Cliff Abeng, einen halb autobiografischen Roman, der sich mit Themen der weiblichen sexuellen Subjektivität und der jamaikanischen Identität beschäftigt. Danach folgte The Land of Look Behind: Prosa und Poesie (1985), das die jamaikanische Volkswelt, ihre Landschaft und Kultur zur Untersuchung der Identität nutzt.
Cliffs zweiter Roman, No Telephone to Heaven, wurde 1987 veröffentlicht. Im Mittelpunkt dieses Romans, der die Geschichte von „Clare Savage“ aus ihrem ersten Roman Abeng fortsetzt, steht das Bedürfnis, sich eine unterdrückte afrikanische Vergangenheit zurückzuholen.
Ihre Werke wurden auch in einer von Barbara Smith und Gloria Anzaldúa herausgegebenen Sammlung für Making Face, Making Soul: Creative and Critical Writing by Feminists of Color (1990) zusammengefasst.
Ab 1990 wurde Cliffs Werk globaler, insbesondere mit ihrer ersten Sammlung von Kurzgeschichten, Bodies of Water. 1993 veröffentlichte sie ihren dritten Roman, Free Enterprise, und 1998 eine weitere Sammlung von Kurzgeschichten, The Store of a Million Items. In beiden Werken setzt sie ihr Bestreben fort, historische Ungerechtigkeiten aufzuarbeiten.
In den 2000er Jahren veröffentlichte sie mehrere Sammlungen von Essays und Kurzgeschichten, darunter If I Could Write This Fire (2008) und Everything Is Now: New and Collected Short Stories (2009). Ihr letzter Roman, Into The Interior, wurde 2010 veröffentlicht.
Bis 2015 nahm Cliff an zahlreichen literarischen Projekten teil und übersetzte unter anderem die Werke verschiedener Schriftsteller, Dichter und Kreativer wie der argentinischen Dichterin Alfonsina Storni, des spanischen Dichters und Dramatikers Federico García Lorca und des italienischen Dichters, Filmregisseurs und Philosophen Pier Paolo Pasolini ins Englische.
Ab 1999 lebte Cliff in Santa Cruz mit ihrer Lebensgefährtin, der amerikanischen Dichterin Adrienne Rich. Die beiden waren seit 1976 ein Paar; Rich starb 2012.
Cliff selbst starb 2016 an Leberversagen.

## Veröffentlichungen
Romane
- Abeng, Roman. Penguin, New Yor: City 1984.
- No Telephone to Heaven, Roman. Dutton, New York City 1987.
- Bodies of Water, Roman. Dutton, New York City 1990.
- Free Enterprise: A Novel of Mary Ellen Pleasant, Roman. Dutton, New York City 1993.
- The Store of a Million Items, Kurzgeschichten. Houghton Mifflin Company, New York City 1998.
- Everything is Now: New and Collected Stories, Kurzgeschichten. University of Minnesota Press, Minneapolis 2009.
- Into the Interior, Roman. University of Minnesota Press, Minneapolis 2010.

Prosagedichte
- Claiming an Identity They Taught Me to Despise. Persephone Press, Bloomsbury 1980.
- The Land of Look Behind and Claiming. Firebrand Books, Ithaca, NY 1985.

Anderes
- Lillian Smith:  The Winner Names the Age: A Collection of Writings.  Norton, New York City 1982 (als Herausgeberin).
- If I Could Write This in Fire I Would Write This in Fire. In: Barbara Smith (Hrsg.): Home Girls: A Black Feminist Anthology. Kitchen Table: Women of Color Press, New York City 1982 (Sachtext).
- Object into Subject: Some Thoughts on the Work of Black Women's Artists. In: Gloria Anzaldúa (Hrsg.): Making Face, Making Soul/Haciendo Caras: Creative and Critical Perspectives by Women of Color. Aunt Lute, San Francisco 1990 (Sachtext).
- If I Could Write This in Fire. University of Minnesota Press, Minneapolis 2008 (Sammlung von Sachtexten).